# Валеротонда
Валерото̀нда (на италиански: Vallerotonda, на местен диалект Varëtónna, Варътона) е село и община в Централна Италия, провинция Фрозиноне, регион Лацио. Разположено е на 620 m надморска височина. Населението на общината е 1736 души (към 2010 г.).